# Kurt Eisner
Kurt Eisner (Berlín, 14 de mayo de 1867 - Múnich, 21 de febrero de 1919) fue un político y periodista bávaro de origen judío. Como periodista, socialista y estadista alemán organizó la Revolución de Noviembre en Baviera que derrocó a la monarquía de los Wittelsbach en noviembre de 1918. Es mencionado como un ejemplo de autoridad carismática por Max Weber.

## Biografía
Kurt Eisner nació en Berlín el 14 de mayo de 1867, hijo de Emanuel Eisner y Hedwig Eisner, de soltera Lewenstein, ambos judíos. Se casó con Elisabeth Hendrich en 1892, con quien tuvo cinco hijos, pero finalmente se divorciaron en 1917 y Eisner se casó con Elise Belli con la que tuvo dos hijas.
De 1886 a 1890 Eisner estudió Filosofía y Filología Alemana, pero no terminó la carrera. Luego se convirtió en periodista en Marburgo. Desde 1892 hasta 1893, fue periodista de Frankfurter Zeitung. En 1897 escribió un artículo atacando a Guillermo II de Alemania, y por el que pasó nueve meses en prisión. Eisner siempre se mostró abiertamente republicano y socialdemócrata, afiliándose al Partido Socialdemócrata de Alemania en 1898. Consecuentemente, luchó activamente por la democracia política como también la democracia social.
En 1900 se convirtió en editor de Vorwärts, el periódico del Partido Socialdemócrata de Alemania, por recomendación de Wilhelm Liebknecht, quien murió poco después, pero fue obligado a renunciar a esa posición. Después de su retirada de Vorwärts en 1905, sus actividades se limitaron en su mayor parte a Baviera, aunque pasó por diferentes partes de Alemania.[cita requerida] Fue redactor jefe para la Fränkische Tagespost en Nuremberg desde 1907 hasta 1910 y luego se convirtió en periodista independiente en Múnich.
Se unió al Partido Socialdemócrata Independiente de Alemania en 1917 (durante la Primera Guerra Mundial) y fue uno de sus fundadores en Bavaria. Fue declarado culpable de alta traición en 1918 por su papel en la incitación a una huelga de trabajadores de municiones. Pasó ocho y medio meses, del 31 de enero de 1918 al 14 de octubre del mismo año, en la prisión. (En la Celda 70 de la Prisión Stadelheim, tras lo cual fue liberado durante la amnistía general de octubre de ese año.)
Después de su salida de la cárcel, organizó la revolución que derrocó a la monarquía en Baviera. Declaró Baviera un estado libre y republicano en la noche del 7 al 8 de noviembre de 1918, convirtiéndose en el primer ministro presidente republicano de Baviera tras haber sido elegido por el consejo de los trabajadores y soldados de Múnich. Durante el breve periodo en el cual ocupó su cargo se introdujeron la jornada de ocho horas y el sufragio femenino en Baviera. Sin embargo su partido, el Partido Socialdemócrata Independiente de Alemania, perdió muchos votos en las próximas elecciones al Parlamento de Baviera y por eso Eisner pensaba dimitir. Sin embargo fue asesinado antes de que pudo hacerlo.
Sufrió una herida por arma de fuego que acabó con su vida, el 21 de febrero de 1919. Su asesino fue Anton Graf von Arco auf Valley. Eisner, aquel día, iba a presentar su renuncia oficial al parlamento. El escándalo público producido tras su muerte repercutió en la creación de la República Soviética de Baviera.
En 1989, se creó un monumento en el lugar de su asesinato. Dice: "Kurt Eisner, quien proclamó la República de Baviera el 8 de noviembre de 1918 - posterior ministro presidente de la República de Baviera - fue asesinado aquí el 21 de febrero de 1919".

## Trabajos
Eisner fue autor de varios libros y folletos, incluyendo:
- Psychopathia Spiritualis (1892)
- Eine Junkerrevolte (1899)
- Wilhelm Liebknecht (1900)
- Feste der Festlosen (1903)
- Die Neue Zeit (1919)